# Brazen Abbot
Brazen Abbot est un groupe finlandais de hard rock, originaire de Mariehamn, Åland, actif entre 1994 et 1998, et de 2002 à 2010.

## Histoire
En 1994, le groupe est formé en tant que simple projet de studio par le leader, guitariste et compositeur Nikolo Kotzev (anciennement Baltimore), mais il donne entre-temps plusieurs concerts. En fait, un seul chanteur, Göran Edman (ex-Yngwie Malmsteen, Glory), est prévu pour le premier album. Cependant, en raison de problèmes d'emploi du temps, Göran n'était disponible que pour deux des titres de l'album. C'est pourquoi Glenn Hughes (ex-Deep Purple, ex-Trapeze) est engagé, mais il n'a eu le temps de jouer que trois chansons. C'est pourquoi Tomas Vikström (ex-Candlemass) est engagé comme troisième chanteur sur le premier album et enregistre les autres chansons de l'album Live and Learn.
La constellation de trois chanteurs ou plus s'avère fructueuse et devient donc la marque de fabrique de Brazen Abbot. Sur la plupart des albums, Göran Edman et Joe Lynn Turner (ex-Rainbow, ex-Deep Purple) chantent ensemble avec d'autres chanteurs en alternance. Cependant, lors des concerts, Joe Lynn Turner est généralement le seul chanteur présent.
Mic Michaeli, John Levén et Ian Haugland, tous membres du groupe Europe, jouent avec Brazen Abbot avant qu'Europe ne se reforme en 2004. En 2004, Brazen Abbot signe avec Frontiers Records, annonçant au passage un nouvel album courant 2005. L'album, My Resurrection, sort comme convenu,,, et est réédité en 2007 par Locomotive Spain en Espagne.
Le groupe se sépare en 2010. En 2011, le guitariste Nikolo Kotzev forme son groupe Kikimora. En 2015, un CD/DVD fêtant les 20 ans du groupe est publié ; Joe Lynn Turner demande aux fans du groupe de boycotter car il s'agirait d'une publication qui a été faite sans son consentement,. Nikolo de son côté exprime sa déception quant à cette décision de Joe Lynn Turner.

## Discographie
- 1995 : Live and Learn
- 1996 : Eye of the Storm
- 1997 : Bad Religion
- 2003 : Guilty as Sin
- 2004 : A Decade of Brazen Abbot (album live)
- 2005 : My Resurrection